# Throes of Dawn
Throes of Dawn est un groupe de dark metal finlandais. Il est formé en 1994 par Henri Koivula et Jani Heinola. À ses débuts, le groupe évoluait plutôt dans un style black metal, pour évoluer au fils des albums vers le doom metal, influencé par des genres musicaux tels que le rock psychédélique, la dark wave, le rock gothique, l'ambient et la musique classique symphonique.

## Biographie

### Débuts (1994–1999)
Après avoir solidifié sa formation, le groupe commence à enregistrer sa première démo-tape. Après la sortie de la démo, le groupe signe au label Woodcut Records en 1995. Ce contrat mène à la sortie de la promo Pakkasherra en 1996, qui précède l'album Pakkasherra en 1997. Plus tard dans l'année, le groupe joue en soutien au groupe de black metal Satyricon à Helsinki.
Le deuxième album du groupe, Dreams of the Black Earth, est enregistré au Tico-Tico studio à la fin de 1997. Cet album se caractérise par un son plus mature et progressif comparé à Pakkasherra. Seule une chanson de l'album, Dreams of the Black Earth, est éditée comme chanson promotionnelle en 1998 sur The Blackened Rainbow MCD. En 1999 Dreams of the Black Earth est publié à l'international.

### Binding of the Spirit(1999–2000)
L'enregistrement du troisième album du groupe, Binding of the Spirit, prend place aux Tico-Tico studios en automne 1999. L'album est de meilleure qualité sonore comparé à ses prédécesseurs. L'album est publié au sous-label de musique avant-gardiste Wounded Love au printemps 2000.

### Pause (2000–2003)
Après la sortie de Binding of the Spirit, les fondateurs du groupe, Henri Koivula et Jani Heinola, déménagent de Vaasa pour Turku et Helsinki. À cette période, le groupe est inactif pendant quelques mois, et Jani et Henri pensaient chacun de leurs côtés à la séparation du groupe. Cependant, ils décident de revenir avec de nouveaux membres, tous à l'exception de Henri, résidents à Helsinki.
Les nouveaux membres appartiennent à des groupes que connaissaient Jani et Henri lorsqu'ils étaient à Vaasa : le guitariste Juha Ylikoski jouait avec le groupe Rotten Sound, et le bassiste Harri Huhtala jouait au sein de Cartilage et Vomiturition. Leur batteur Jani Martikkala jouait avec …And Oceans, Black Dawn et Enochian Crescent.

### Quicksilver Clouds(2004–2005)
Après plusieurs années d'écriture, Throes of Dawn commence à enregistrer son quatrième album, Quicksilver Clouds, en 2003 aux studios Sonic-pump d'Helsinki. Le groupe revient à ses origines qu'ils mêlent à des éléments de dark metal. Après un an dans le studio, Quicksliver Clouds est finalement publié en 2004 au label Avantgarde Music. Pour la promotion de l'album, Throes of Dawn joue plusieurs concerts aux côtés notamment de groupes comme Anathema, Orphaned Land et Green Carnation. Hormis la Finlande, ils jouent dans des pays comme l'Allemagne, les Pays-Bas et la Russie.

### Renouvellements (2006–2010)
Pendant presque six années, Throes of Dawn enregistre, puis publie son cinquième album, intitulé The Great Fleet of Echoes. Après la sortie de Quicksilver Clouds, le groupe commence à expérimenter plusieurs éléments sonores. Ils enregistrent et composent de nouvelles démos, mais ne parviennent pas à signer avec un label. Le groupe décide finalement de publier l'album par lui-même. L'enregistrement de l'album ne démarre qu'en novembre 2007. Les enregistrements et le mixage audio se terminent en novembre 2009. En septembre 2009, Throes of Dawn signe avec Firebox Records.
Au début de 2010, Throes of Dawn annonce l'arrivée du claviériste Henri Andersson,. Le mastering de The Great Fleet of Echoes est effectué aux studios Finnvox. The Great Fleet of Echoes est publié à l'international par le label Firebox Records en février 2010.

### Déboires et nouveau batteur (2011–2013)
Le 3 janvier 2011, Throes of Dawn est bien accueilli pour la sortie de l'album The Great Fleet of Echoes, comme au magazine Inferno. Cependant, le groupe fera face à des difficultés après s'être fait voler son équipement audio comme le Marshall JCM800.
Ils se sont fait voler pour $10 000 d'équipement. Le 9 février 2011, le groupe est nommé dans la catégorie d'« album de metal gothique de l'année » pour l'album The Great Fleet of Echoes. Throes of Dawn annonce le départ officiel du batteur Jani « Martex » Martikkala le 9 novembre 2012. Peu après, ils annoncent l'arrivée de Juuso Backman, ancien membre de Swath, Thales, et All Dreams Dying. Throes of Dawn annonce aussi un nouvel album pour début ou mi-2013.

### Our Voices Shall Remain(depuis 2014)
Le 30 mars 2015, ils annoncent que Henri, leur chanteur, a finalisé les parties vocales des chansons de l'album au D-studio, de Klaukkala, en Finlande. L'album, Our Voices Shall Remain, est finalement publié le 20 août 2016.
Le groupe apparaît dans l'émission J'irai dormir chez vous en Finlande diffusé le 30 septembre 2007[réf. nécessaire].

## Membres

### Membres actuels
- Henri « Kaamos » Koivula – chant (depuis 1994)
- Jani « Zeus » Heinola – guitares, synthétiseur, chœurs (depuis 1994), chant clair (1994–2000)
- Harri Huhtala – basse (depuis 2001)
- Juha Ylikoski – guitare solo (depuis 2003)
- Henri Andersson – claviers (depuis 2010)
- Juuso Backman – batterie, percussions (depuis 2012)

### Anciens membres
- Matti Suomela – basse (1994–2001)
- Toni Jokinen – guitare solo (1994–2001)
- Teemu Jokinen – batterie, percussions (1994–2001)
- Mikko – guitare solo (2001–2003)
- Mathias Pharmacist – guitare solo (2001–2003)
- Jani « Martex » Martikkala – batterie, percussions (2001–2012)

## Discographie
- 1994 : With the Northern Wind (démo)
- 1997 : Pakkasherra (promo)
- 1998 : The Blackened Rainbow (EP)
- 1998 : Dreams of the Black Earth
- 2000 : Binding of the Spirit
- 2004 : Quicksilver Clouds
- 2010 : The Great Fleet of Echoes
- 2016 : Our Voices Shall Remain